# Chaetodermis penicilligerus
Chaetodermis penicilligerus är en fiskart som först beskrevs av Cuvier 1816.  Chaetodermis penicilligerus ingår i släktet Chaetodermis och familjen filfiskar. Inga underarter finns listade i Catalogue of Life.